# 레저 시커
《레저 시커》(영어: The Leisure Seeker)는 이탈리아와 프랑스에서 제작된 파올로 비르치 감독의 2017년 코미디 드라마 영화이다. 도널드 서덜랜드, 헬렌 미렌 등이 출연하였고, 마르코 코엔 등이 제작에 참여하였다.

## 출연
- 도널드 서덜랜드
- 헬렌 미렌
- 크리스천 매케이
- 저넬 멀로니
- 데이나 아이비
- 딕 그레고리
- 크리스티 미첼
- 로버트 프랄고

## 기타 제작진
- 총괄 제작: 다비드 그륌바크, 도브 마맨, 알레산드로 마스케로니
- 미술: 리처드 A. 라이트